# لیاری
لیاری (به انگلیسی: Liari) یک شهرک در پاکستان است که در ناحیه لسبیله واقع شده‌است.